# Hanne Hegh

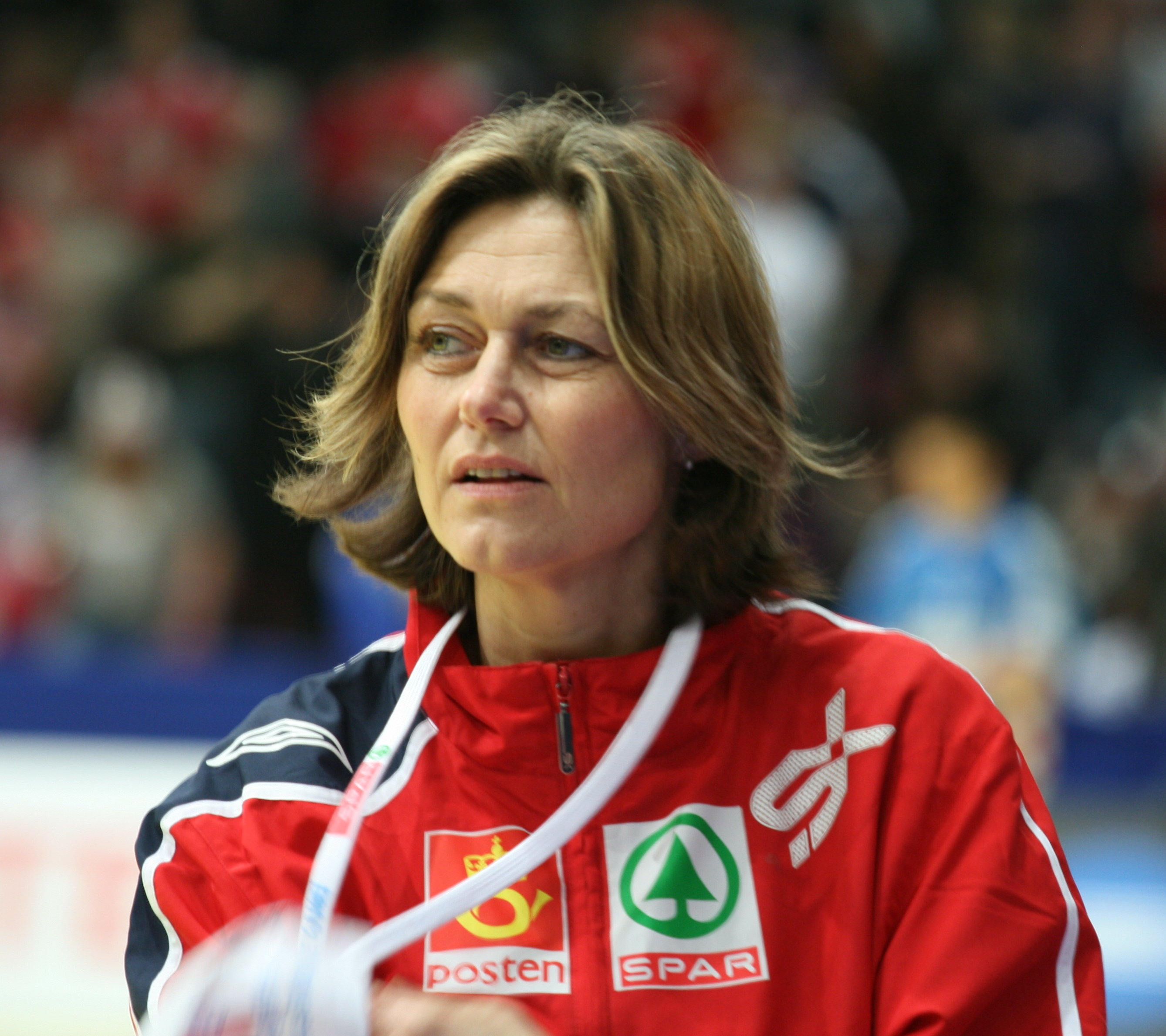
Hanne Hegh bei der EM 2008

Hanne Hegh (* 27. April 1960 in Oslo, Norwegen) ist eine ehemalige norwegische Handballspielerin.

## Karriere
Hegh stand ab 1981 beim norwegischen Erstligisten Gjerpen IF unter Vertrag, für den sie bis zu ihrem Karriereende 1993 auflief. In dieser Zeitspanne gewann die Rückraumspielerin insgesamt neun nationale Titel mit Gjerpen.
Hegh gab ihr Debüt in der norwegischen Nationalmannschaft am 2. November 1979. Insgesamt absolvierte sie 202 Partien für Norwegen, in denen sie 361 Treffer erzielte. Mit dem norwegischen Team belegte sie 1986 den 3. Platz bei der Weltmeisterschaft. Bei den Olympischen Spielen 1988 in Seoul gewann sie die Silbermedaille.
Hegh gehörte für einige Jahre dem Trainergespann der norwegische Männer-Handballnationalmannschaft an. Weiterhin war sie stellvertretende Vorsitzende des norwegischen Vereins Gjerpen Håndball.
Ihre Tochter Emilie Hegh Arntzen läuft ebenfalls für die Nationalmannschaft auf.

### Erfolge
- 3. Platz bei der Weltmeisterschaft 1986
- Silbermedaille bei den Olympischen Spielen 1988
- Seriemester 1991, 1993 mit Gjerpen IF[6]
- Sluttspillvinner 1984, 1985, 1991 mit Gjerpen IF[6]
- Norgesmesterskap 1985, 1986, 1990, 1992 mit Gjerpen IF[7]

### Auszeichnungen
- Årets spiller: 1987[8]